# 산북 나들목
산북 나들목(Sanbuk IC)은 경기도 여주시 산북면 상품리, 용담리에 걸쳐 설치될 예정인 수도권제2순환고속도로의 교차로이다. 2026년에 개통될 예정이다.

## 연혁
- 2020년 2월 24일 : 2026년까지 수도권제2순환고속도로 양평 ~ 이천 구간 건설을 위해 여주시 도시계획시설 교통광장 산북면 상품리, 용담리 일원을 신촌 나들목으로 고시[1]

## 구조물 정보
- 위치 : 경기도 여주시 산북면 상품리, 용담리

## 접속하는 도로
- 국가지원지방도 제98호선 (광여로)